# Severin na Kupi
Severin na Kupi is een plaats in de Kroatische gemeente Vrbovsko.

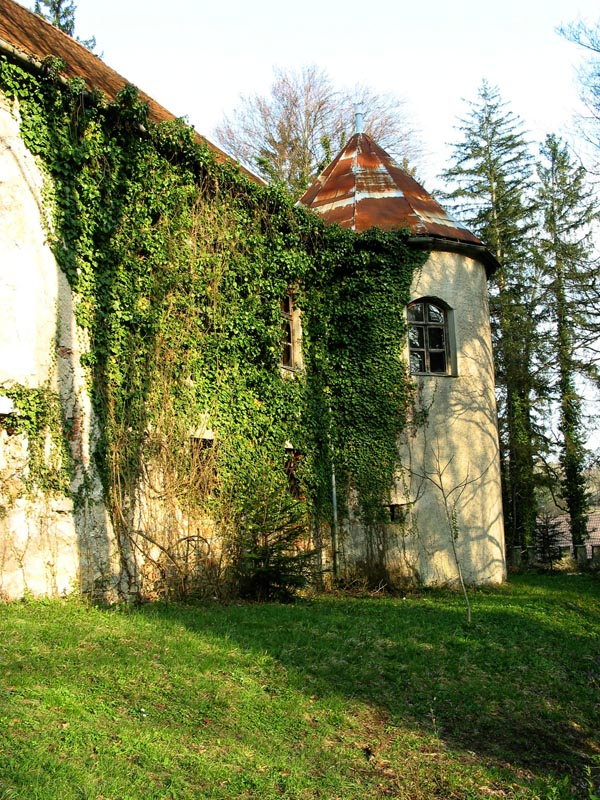
Severin na Kupi, Kasteel van de familie Frankopan

Severin na Kupi telt 157 inwoners.